# Divindade tutelar
Uma divindade tutelar é um espírito ou divindade que ocupa o cargo ou função de guardião, patrono, padroeiro ou protetor de determinado local, pessoa, linhagem, dinastia, nação, cultura ou ocupação.
No politeísmo grego, por exemplo, Atena era a padroeira da cidade de Atenas, sua divindade tutelar. A religião romana tinha dezenas de espíritos tutelares, como Diana de Arícia, que cuidava de um bosque sagrado em Arícia, ou a deusa Levana, que cuidava das crianças jovens. Lares e Penates eram divindades tutelares locais, bem como o genius loci, um espírito que, acreditava-se, estava presente em determinados lugares.